# Airco DH.9
Airco DH.9 – brytyjski samolot bombowy i rozpoznawczy. Zaprojektowany i zbudowany w 1917 roku w wytwórni lotniczej Aircraft Manufacturig Company (Airco).

## Historia

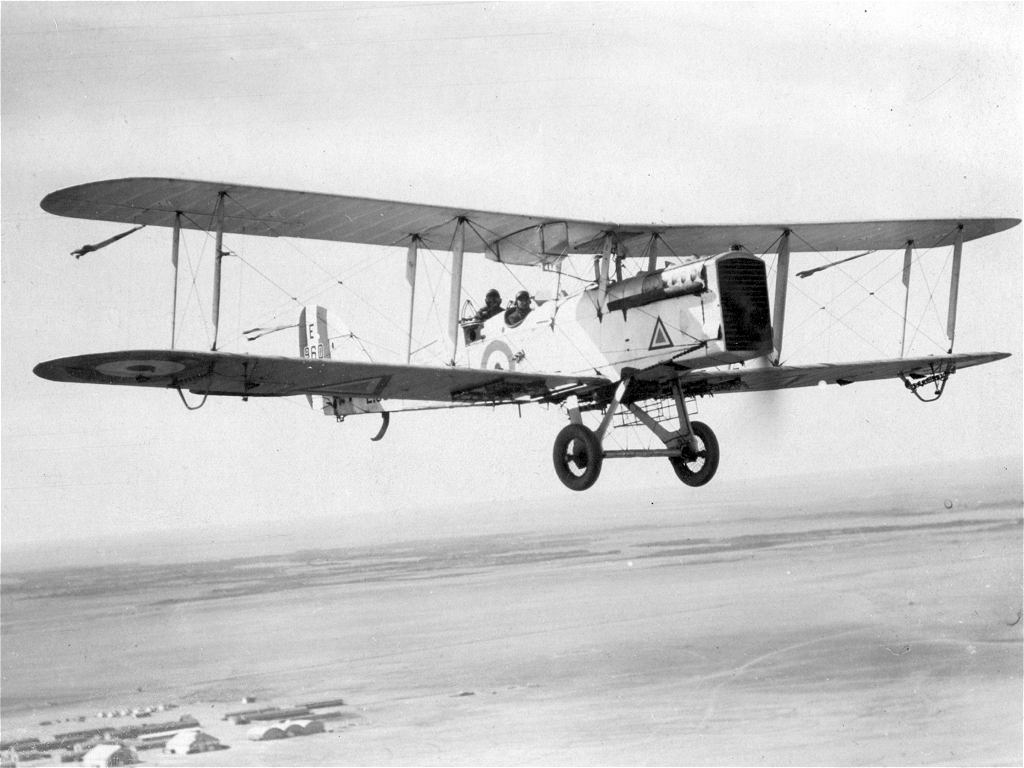
Airco D.H.9A w locie

W 1917 roku dowódca Królewskiego Korpusu Lotniczego (RFC) we Francji gen. mjr Hugh Trenchard oraz dyrektor generalny angielskiego lotnictwa wojskowego gen. mjr J. M. Salmond zwrócili się do wytwórni lotniczej Aircraft Manufacturing Company oraz do konstruktora tych zakładów Geoffreya de Havillanda z propozycją opracowania i budowy samolotu wielozadaniowego o lepszych osiągach niż dotychczas używany i produkowany w tej wytwórni samolot bombowy DH.4. Wytwórnia przyjęła zamówienie i rozpoczęła pracę nad nowym samolotem oznaczonym symbolem DH.9.
Sylwetka samolotu DH.9 niewiele różniła się od swojego poprzednika DH.4, lecz była lepiej opracowana pod względem aerodynamicznym i nowa maszyna była lżejsza. Wzmocniono konstrukcję komory płatów, zwiększono także powierzchnię nośną skrzydeł. Zmniejszono natomiast długość kadłuba poprzez zbliżenie do siebie kabin pilota i obserwatora, przez co widoczną różnicą w stosunku do DH.4 stała się kabina pilota przesunięta do tyłu. Do napędu samolotu DH.9 zastosowano silnik rzędowy B.H.P., który w przeciwieństwie do DH.4, nie był zakryty od góry. Dodano również jeden karabin maszynowy przez co wzrosła siła uzbrojenia obronnego samolotu.
Samolot DH.9 został oblatany 21 czerwca 1917 roku. Samolot spełniał wszystkie wymagania konstruktora, zawodził jednak zastosowany w nim silnik B.H.P. Podjęto więc próby z innymi silnikami m.in. FIAT A-12, Lion, Puma. Jesienią 1917 roku dowództwo Królewskiego Korpusu Lotniczego (RFC) zamówiło w 15 wytwórniach lotniczych ponad 4000 samolotów DH.9. Do końca 1918 roku udało się wyprodukować 3204 samoloty tego typu.
W 1918 roku przystąpiono również do produkcji udoskonalonej wersji samolotu oznaczonej symbolem DH.9A o większej rozpiętości i powierzchni nośnej płatów, lepszych osiągach i większym udźwigu bomb. Zastosowano w nim również lepszy i o większej mocy silnik rzędowy Wright Liberty 12, przy czym silnik otrzymał okapotowanie podobne jak w DH.4. Do zakończenia I wojny światowej wyprodukowano 885 samolotów tej wersji.
Część wojskowych DH.9 została dostosowana do przewozu pasażerów. Osiągnięto to poprzez demontaż wyposażenia wojskowego oraz przebudowę tyłu kadłuba na zakrytą czteroosobową kabinę pasażerską. Tak zmodyfikowane wersje nosiły oznaczenie DH.9C. W 1931 r. dokonano przebudowy części zachowanych egzemplarzy DN.9 do wersji DH.9J. W tych maszynach dokonano wzmocnienia konstrukcji kadłuba celem instalacji silnika Armslrong Siddeley Jaguar III oraz zainstalowano zbiornik opadowy w górnym płacie. Tak zmodyfikowane maszyny użytkowano do celów szkoleniowych, kursant zajmował przednią kabinę a instruktor drugą.
Po zakończeniu I wojny światowej samoloty DH.9 i DH.9A oprócz lotnictwa brytyjskiego, gdzie stosowano je do końca lat dwudziestych, znajdowały się w lotnictwie 14 państw. Eksploatowano je niekiedy jeszcze w latach trzydziestych do celów treningowych, pasażerskich (przewóz 2 osób) i pocztowych.
Kopia DH.9A, zmodyfikowana przez Nikołaja Polikarpowa, była produkowana w ZSRR jako samolot rozpoznawczy R-1.

## Użycie bojowe samolotu

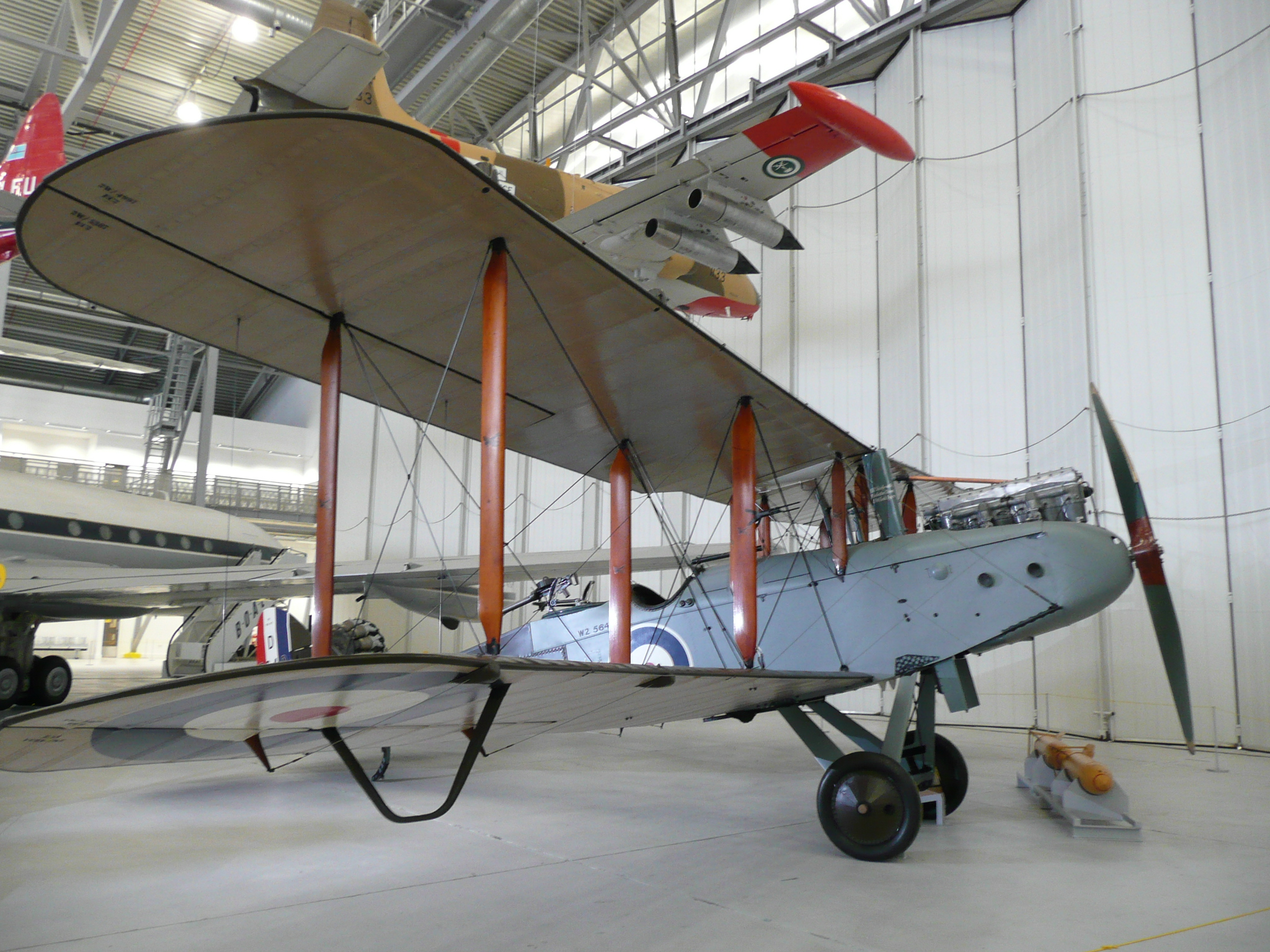
Airco DH.9 w Duxford

Samoloty DH.9 w grudniu 1917 roku zostały wprowadzone na wyposażenie 103 dywizjonu RFC, a potem sukcesywnie do kolejnych dywizjonów RFC operujących na froncie zachodnim. 
W akcji bojowej zostały użyte po raz pierwszy 9 marca 1918 roku we Francji. Dzięki silnemu uzbrojeniu obronnemu, zastosowaniu lotów grupowych w odpowiednim urzutowaniu, bez eskorty samolotów myśliwskich, małym stratom i sukcesom bojowym, samoloty DH.9 i DH.9A okazały się najlepszymi lekkimi samolotami bombowymi u schyłku I wojny światowej. Użytkowane były przede wszystkim w lotnictwie brytyjskim, m.in. do zwalczania niemieckich okrętów podwodnych u wybrzeża Anglii i Francji, stosowano je także w basenie Morza Śródziemnego, na froncie rosyjskim i na Środkowym Wschodzie. Używane były również w lotnictwie morskim Stanów Zjednoczonych, gdzie pod koniec wojny uruchomiono produkcję licencyjną tych samolotów. W 1922 roku niewielką ilość samolotów DH.9 sprzedano Hiszpanii. 

## Użycie w lotnictwie polskim
W 1919 roku polskie lotnictwo wojskowe otrzymało 20 samolotów DH.9 jako dar od króla angielskiego Jerzego V. Samoloty te dostarczono do Polski na początku 1920 roku (przybyły do Gdańska: 2 sztuki w kwietniu, 8 sztuk 4 maja, 10 sztuk 11 maja 1920). Samoloty były w bardzo złym stanie. Z pierwszych dwóch maszyn jedną rozbito podczas oblotu a drugiej już nie montowano. Kolejne 8 równie zniszczonych nie montowano, tylko przekazano do Centralnych Składów Lotniczych (uruchomiono po remontach już po zakończeniu działań wojennych). Kolejna partia 10 sztuk przeznaczona była pierwotnie dla rosyjskiej armii białych gen. Antona Denikina, była montowana w czerwcu - 3 samolotów nie uruchomiono, jeden rozbito podczas oblotu a po 3 sprawne przydzielono do eskadr wywiadowczych: 5. i 6. Stosowano je m.in. do celów rozpoznawczych w wojnie polsko-bolszewickiej. Cieszyły się one dobrą opinią.
Niesprawne i uszkodzone samoloty stopniowo remontowano. Pod koniec 1923 roku w lotnictwie było 17 samolotów, w tym 10 sprawnych. W 1924 roku 5 samolotów sprzedano do Estonii. DH.9 latały w 4 pułku lotniczym do lipca 1925 roku. Ostatni z nich skasowano w lutym 1929.

## Opis techniczny samolotu DH.9
Samolot DH.9 był dwumiejscowym samolotem rozpoznawczym i bombowym, dwupłatem o konstrukcji mieszanej. Podwozie klasyczne – stałe. Napęd – silnik rzędowy, śmigło dwułopatowe drewniane.